# Corynura apicata
Corynura apicata är en biart som först beskrevs av Frédéric Jules Sichel 1867.  Corynura apicata ingår i släktet Corynura och familjen vägbin. Inga underarter finns listade i Catalogue of Life.